# When Death Comes
When Death Comes es el quinto álbum de estudio por la banda danesa de thrash metal Artillery. Este fue lanzado en el 2009  a través de Metal Mind Productions.
La versión japonesa contiene una canción extra titulada Chaos Ride. También fue lanzada una versión en digipak conteniendo 2 canciones bonus: Refuse to Live, Part 2 y Warhead

## Lista de canciones
| Nº  | Canción                  | Duración |
| --- | ------------------------ | -------- |
| 1.  | "When Death Comes"       | 5.54     |
| 2.  | "Upon My Cross I Crawl'" | 5.28     |
| 3.  | "10.000 Devils"          | 5.20     |
| 4.  | "Rise Above It All"      | 5.32     |
| 5.  | "Sandbox Philosophy"     | 4.44     |
| 6.  | "Delusions Of Grandeur"  | 5.10     |
| 7.  | "Not A Nightmare"        | 5.30     |
| 8.  | "Damned Religion"        | 5.10     |
| 9.  | "Uniform"                | 5.01     |
| 10. | "The End"                | 5.22     |

Todas escritas por Morten Stützer/Søren Adamsen, excepto las indicadas con * escritas por Morten Stützer/Søren Adamsen/Michael Stützer

## Formación
- Søren Nico Adamsen: Vocalista
- Michael Stützer: Guitarra
- Morten Stützer: Guitarra
- Peter Thorslund: Bajo
- Carsten Nielsen: Batería

- Datos: Q3279787